# Іванівка (Паланська сільська громада)
Іва́нівка (колишні назви до 1915 р. Цеберманівка, Циберманівка та Велика Цеберманівка) — село в Україні, в Паланській сільській громаді Уманського району Черкаської області. Розташоване на обох берегах річки Ревуха (притока Ятрані) за 18 км на північ від міста Умань. Населення становить 909 осіб (станом на 1 січня 2024 р.).

## Назва
- Можливо походить від тюрсько-татарських слів"sabir", тобто "терплячий" та "man", тобто "людина" і означає дослівно " люди, які мають терпіння".
- За іншою версією назва походить від слова західноукраїнських діалектів "цимбор", яке означає "друг" чи "товариш", яке тотожне білоруському "сябр".

## Історія
- На території села виявлено залишки трипільської та черняхівської культур.
- 1609 року за королівським привілеєм територія довкола міста Умань була пожалувана у вотчине володіння Валентію Александру Калиновському. Перша письмова згадка про село датується 1620 роком. В період панування Речі Посполитої, село належало родині Калиновських гербу Калинова.
- В 30 роках XIX століття Іванівка була військовим поселенням. В книзі 1840 року "Полное собрание законов Российской империи", а саме у 2 зборі, в томі 15, відділенні 2, в якому описуються штати, зазначено що в Цеберманівці число душ сягає 457, а дворів 120. А число квартируючих військ — Ескадронний штаб і 2 взводи.
- В книзі 1864 року Л.І.Похилевича під назвою "Сказания о населенных местностях Киевской губернии..." зазначено, що Циберманівка, село в 16 верстах на північ від м. Умань, при джерелах р. Бабанки. Через село проходить велика дорога з Умані на Ставища та Білу Церкву. Мешканців села 1090 чол. та жін.. Церква дерев'яна Введенська, побудована невідомо в якому році, але в 1853 році фундаментально виправлена; землі має 34 десятин.
- В книзі 1895 року, виданій в Москві, автором якої є В.Б.Антонович, яка має назву "Археологическая карта Киевской губернии"  зазначено, що у 2 верстах від Циберманівки є група з 27 курганів. А також в села є трикутне городище розміром в 450 сажнів в окружності (~ 960 м., тобто майже 1 кілометр).
- В книзі 1900 року під назвою "Список населенных мест Киевской губернии." написано, що християнське село Циберманівка має 479 дворів, всього мешканців — 2373, з яких 1215 чол. та 1158 жін.. Головним заняттям мешканців села є хліборобство, окрім того, мешканці села відправляються на заробітки в Херсонську губернію. В селі були зазначені землі 2664 десятин, 34 десятини належить церкві, а селянам — 2630 десятин. Село належить минулому воєнному поселенню, а господарство ведеться за трипільною системою. В селі є 1 православна церква, 1 каплиця, 1 церковноприходська школа, 6 вітрових млинів, 2 кузні та 1 казенна винна лавка. Пожежний обоз складається з 1 помпи, 2 бочок та 2 багрів.
- При Російській імперії адміністративно село належало до Київської губернії, Уманського повіту, Краснопольської волості.
- На початку 1920 року в селі утвердилась радянська окупаційна влада. 1929 — 1930 рр. — в селі організовано 4 колгоспи: "Колгоспник"; "Господар"; "Незаможник"; та "імені Петровського". 1938 рік — 4 колгоспи об'єднані в один "колгосп ім. Петровського".
- 1937 — 1938 рр. — радянською владою було репресовано більше десятка жителів села.
- Початок серпня 1941 р. — гітлерівські війська вступили в Іванівку. 59 жителів села було вивезено на примусові роботи до нацистської Німеччини. 406 людей брали участь в борні з німецькими загарбниками, 165 загинули при відвоюванні Іванівки. В 1959 році на могилі вищезгаданих 165 загиблих солдатів комуністами зведено пам'ятник.
- При радянській владі Іванівка відносилась до Христинівського та Уманського районів.

## Населення
- В 1795 році в селі було 67 господарств, в яких проживало 359 осіб.
- В 1864 році мешкало 1090 чоловіків та жінок.
- В 1900 році в селі мешкали 2373 жителі.
- За переписом від 2001 року в селі проживало 1154 особи.

### Мовний склад
Рідна мова населення за даними перепису 2001 року:
| Мова       | Чисельність, осіб | Доля     |
| ---------- | ----------------- | -------- |
| Українська | 1 130             | 97,92 %  |
| Російська  | 17                | 1,47 %   |
| Румунська  | 5                 | 0,44%    |
| Вірменська | 2                 | 0,17%    |
| Разом      | 1 154             | 100,00 % |

## Відомі люди
- Войцехівський Йосип Павлович (нар. 1793 р. — пом. 1850 р.) — український лікар, сходознавець, синолог, маньчжурознавець; професор Казанського університету. Закінчив Києво-Могилянську академію в Києві та медико-хірургічну академію в Санкт-Петербурзі.

## Галерея

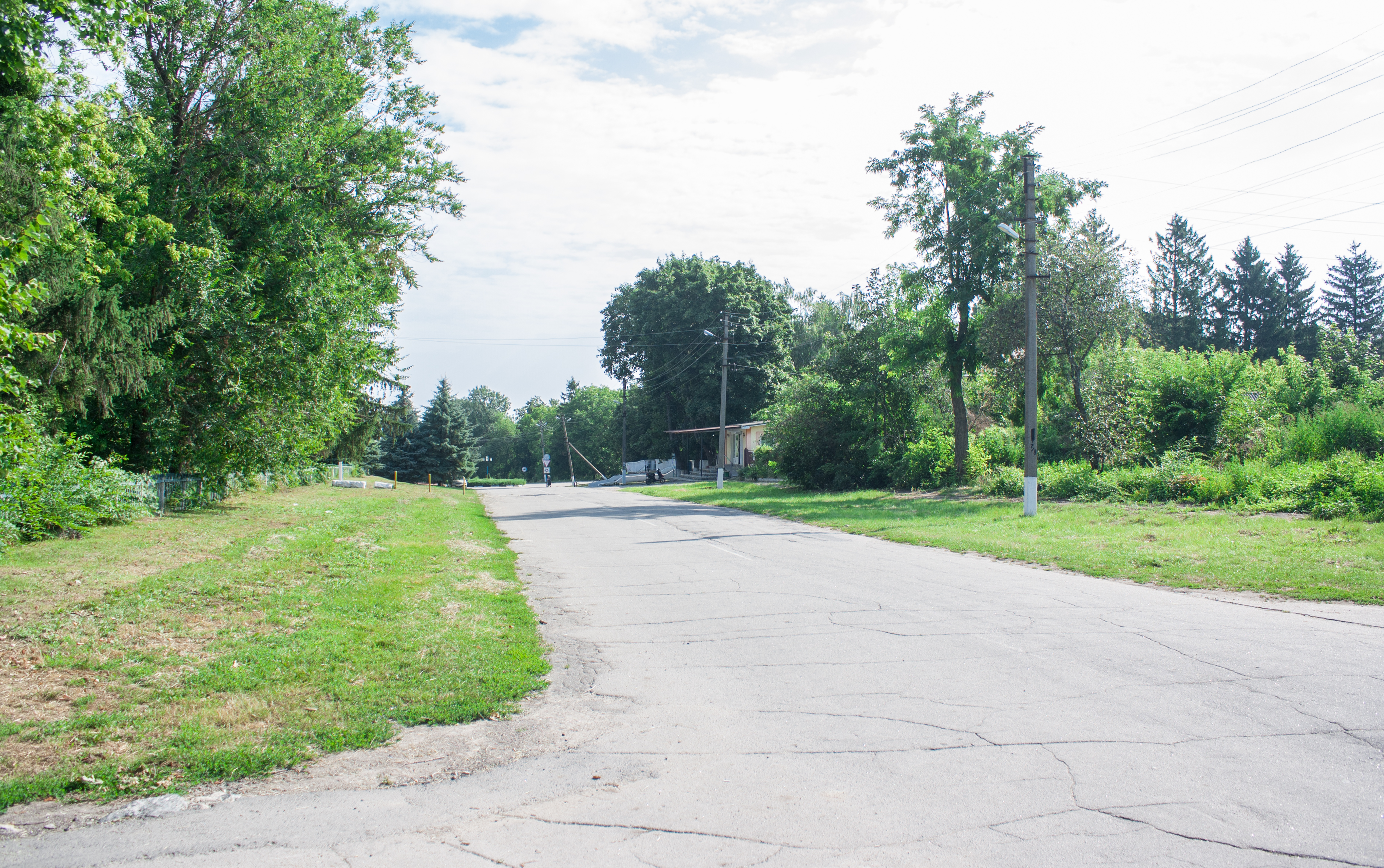
Вулиця Центральна
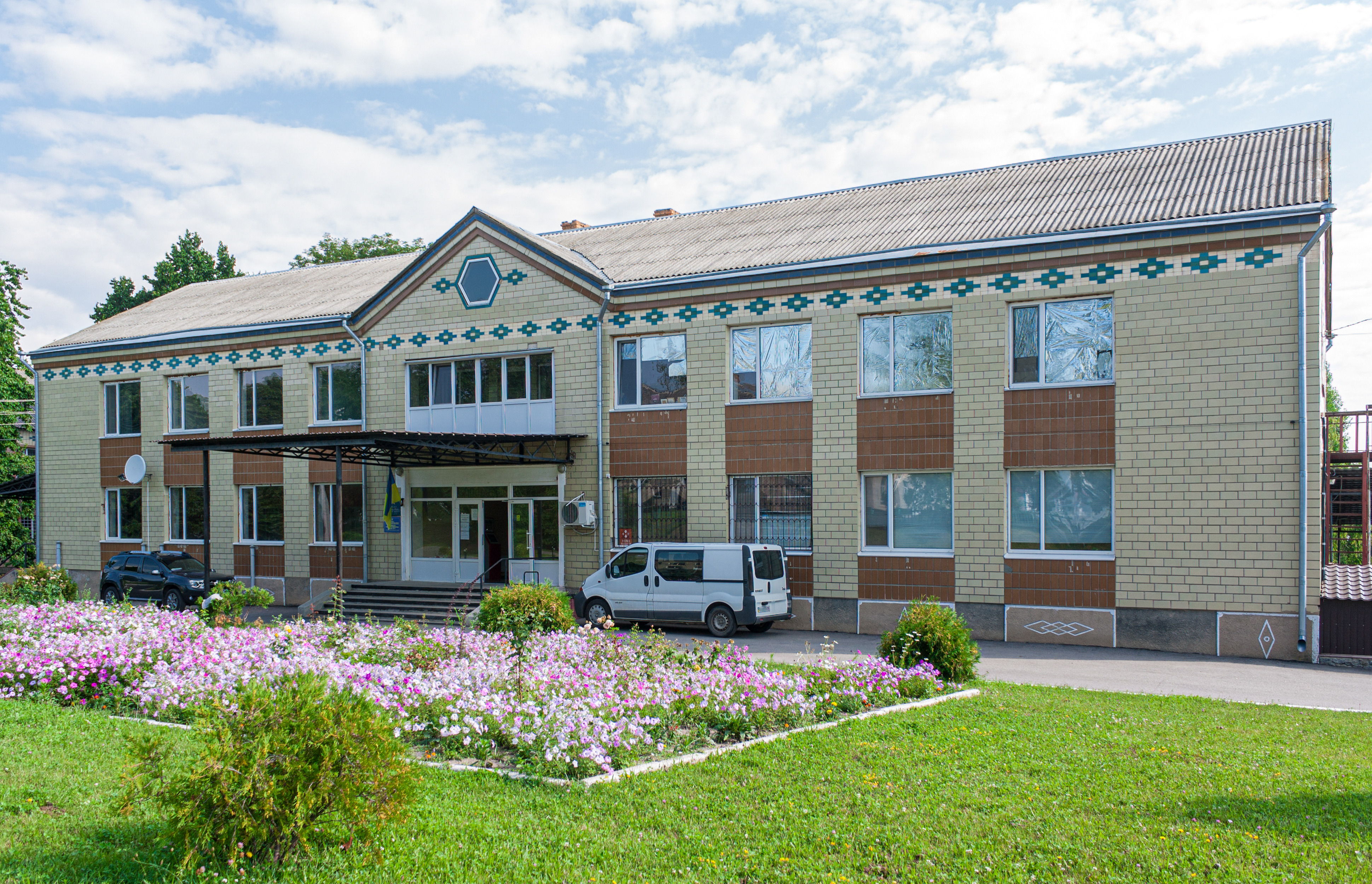
Сільська рада
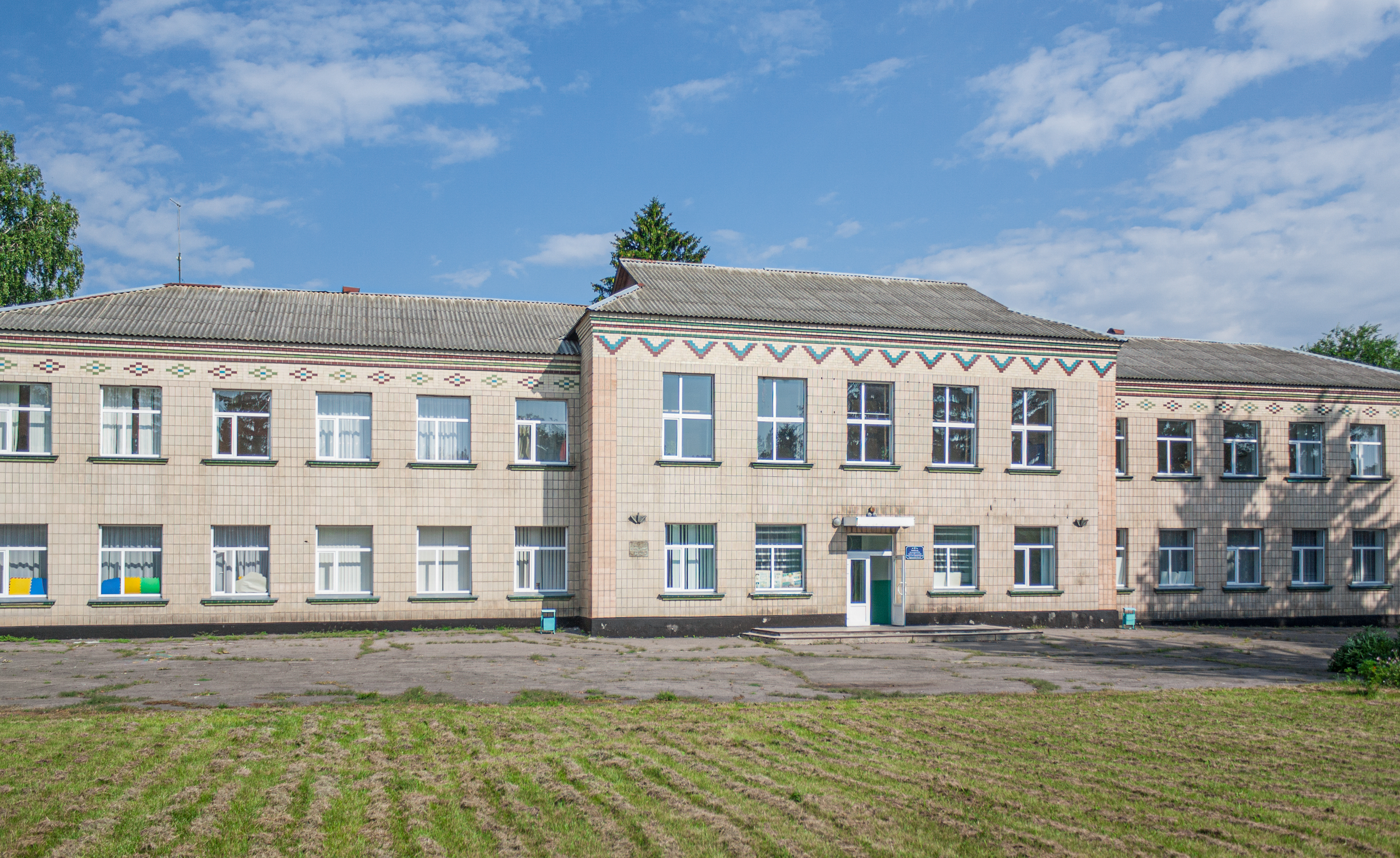
Школа
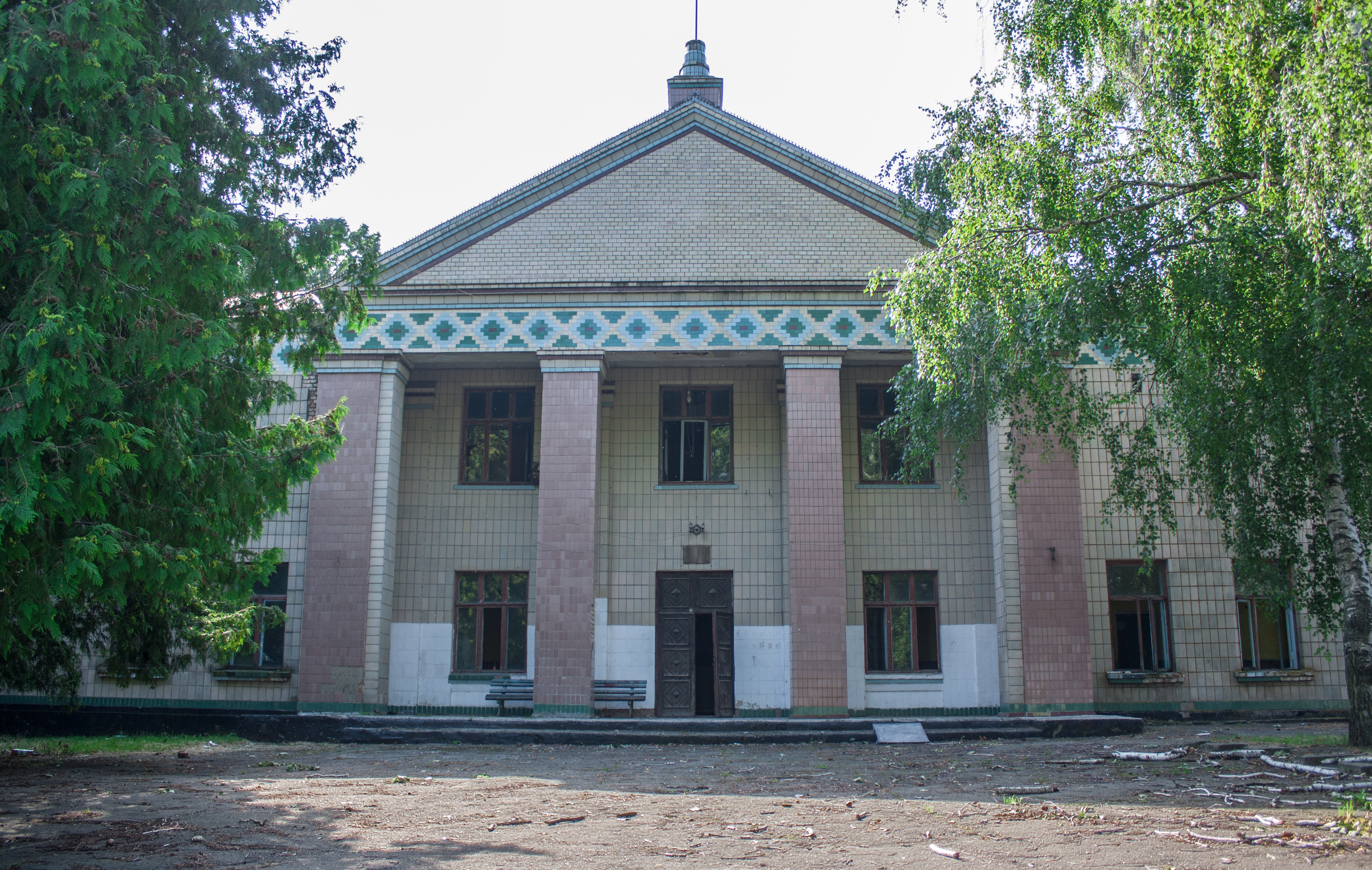
Будинок культури
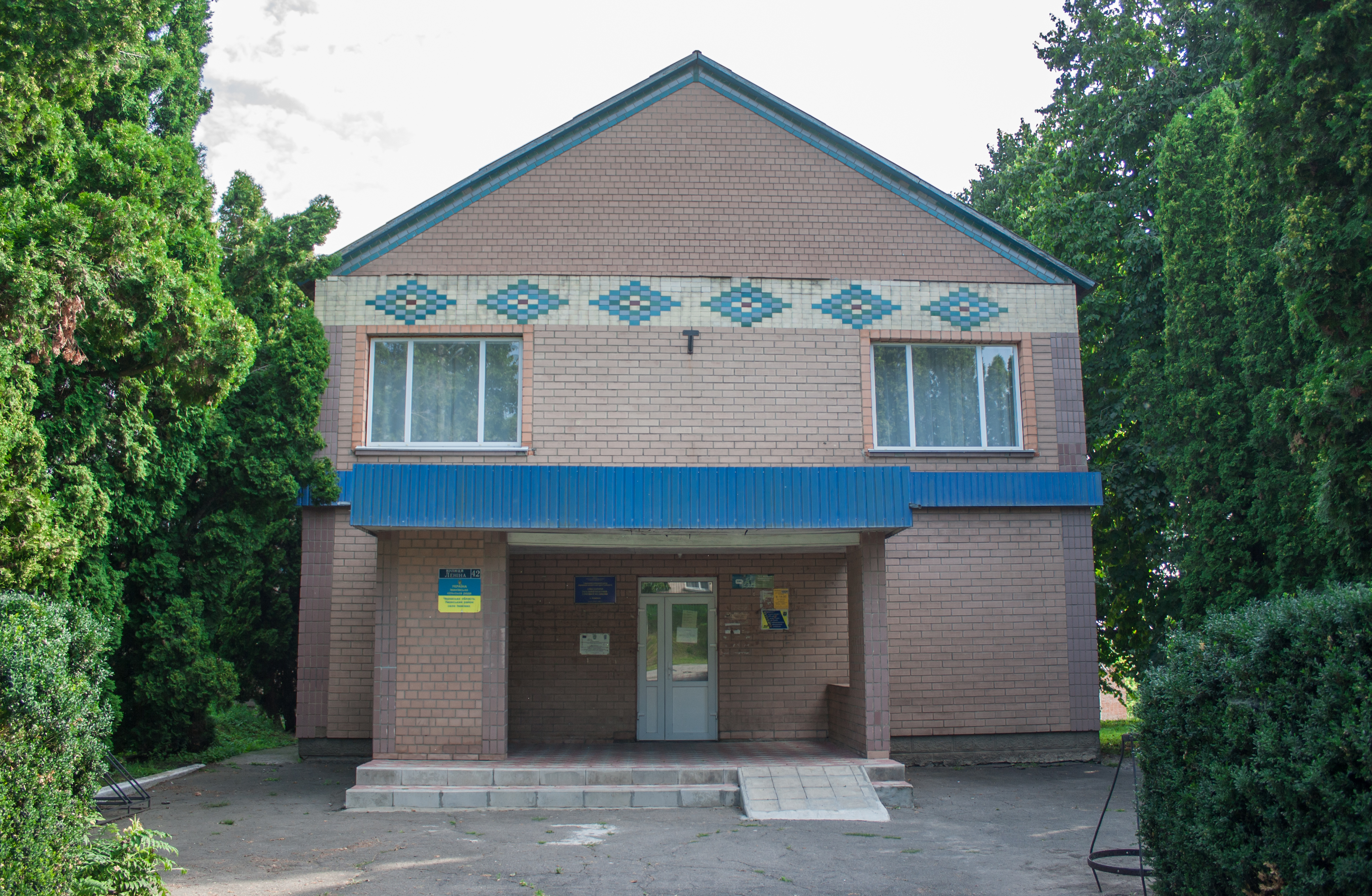
Амбулаторія
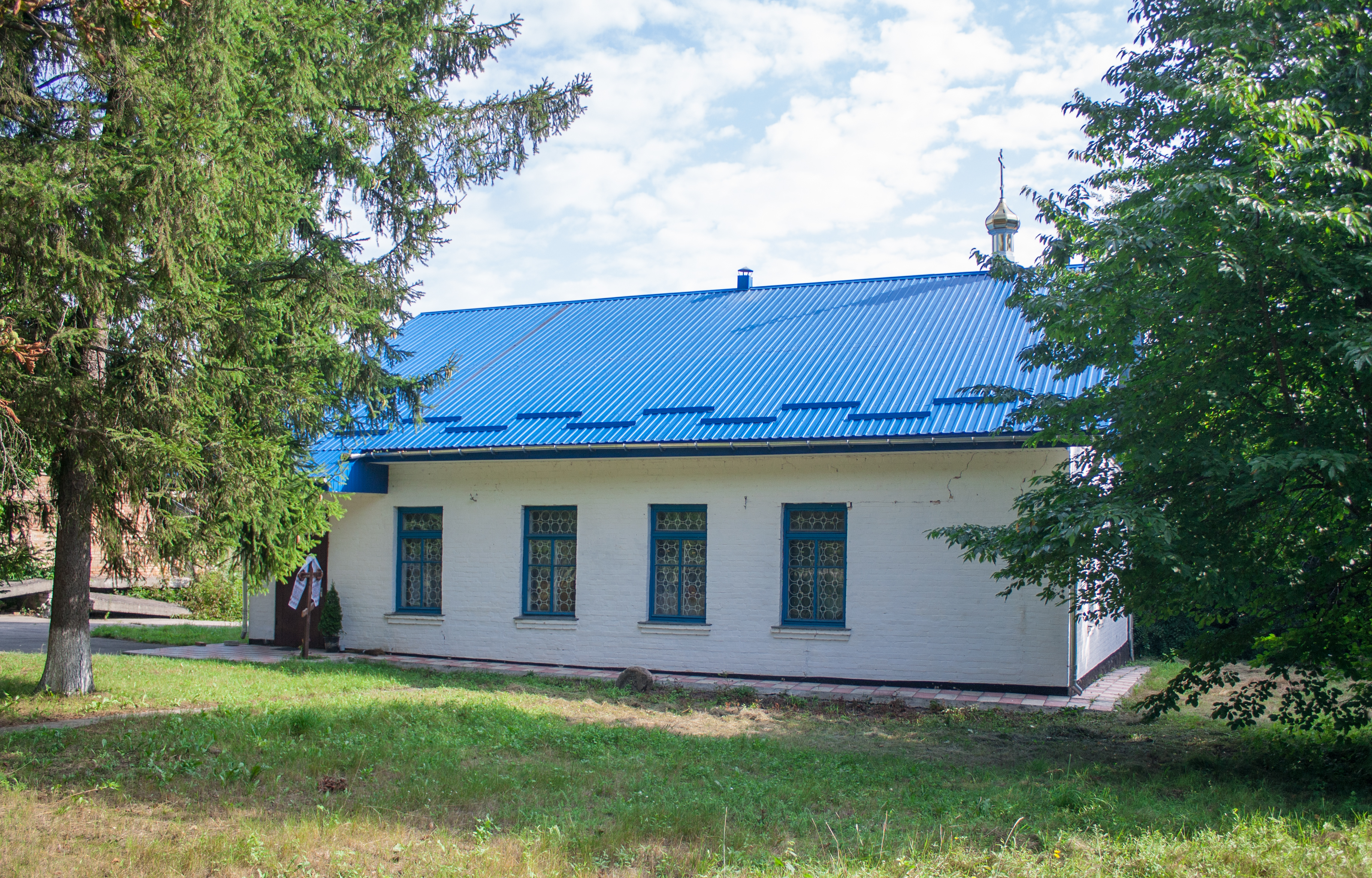
Церква
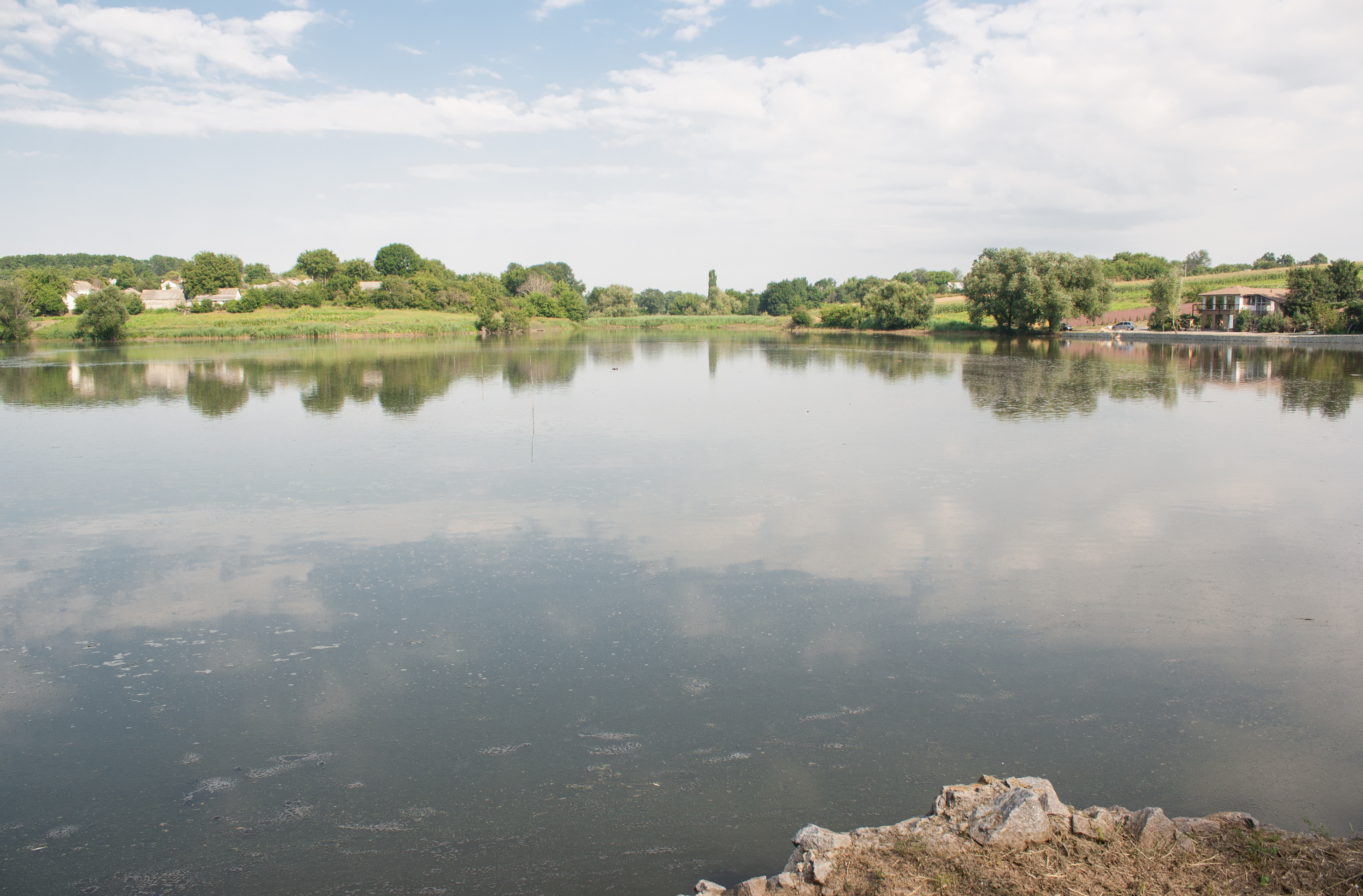
Ставок на річці Ревуха
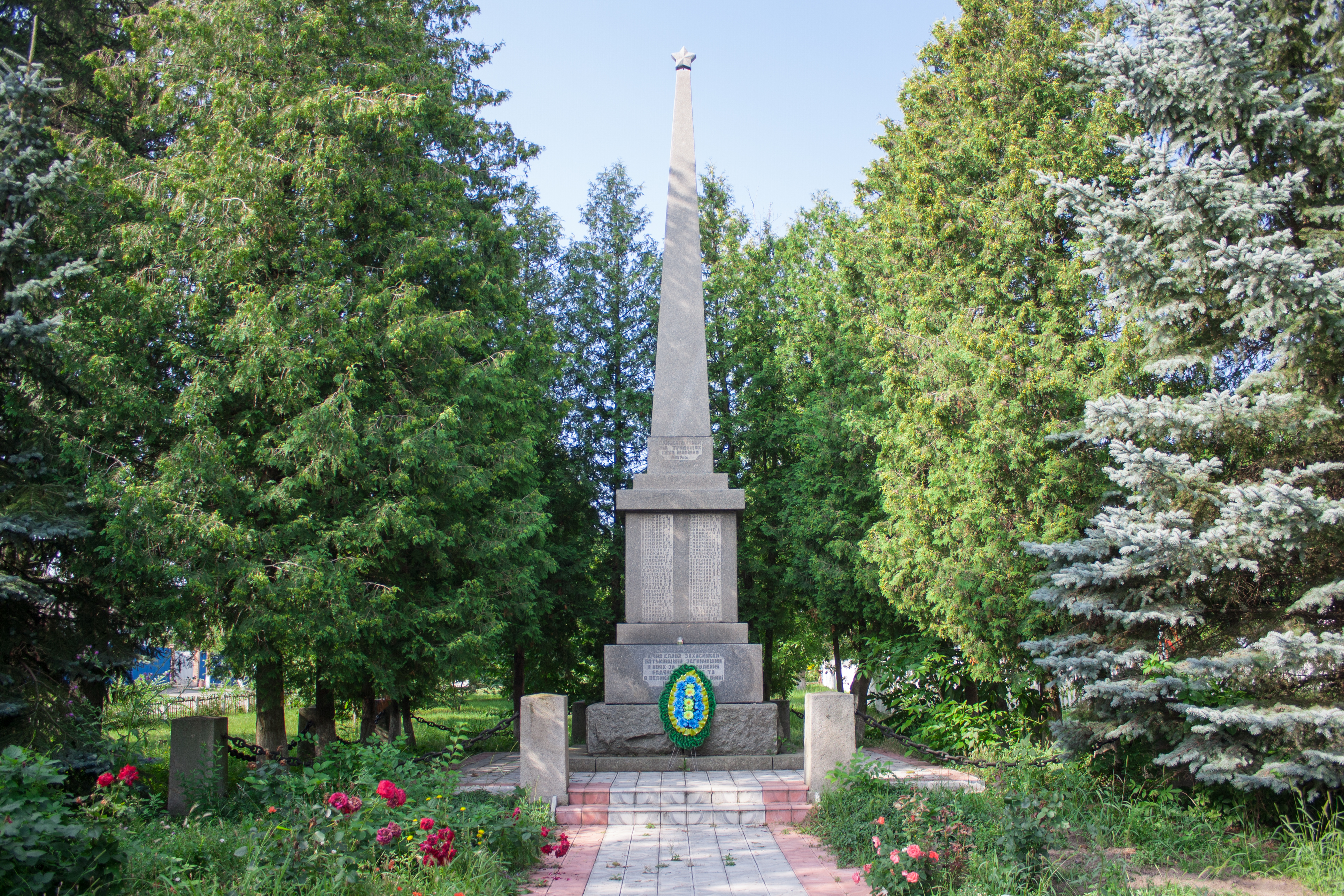
Пам'ятник воїнам-односельцям
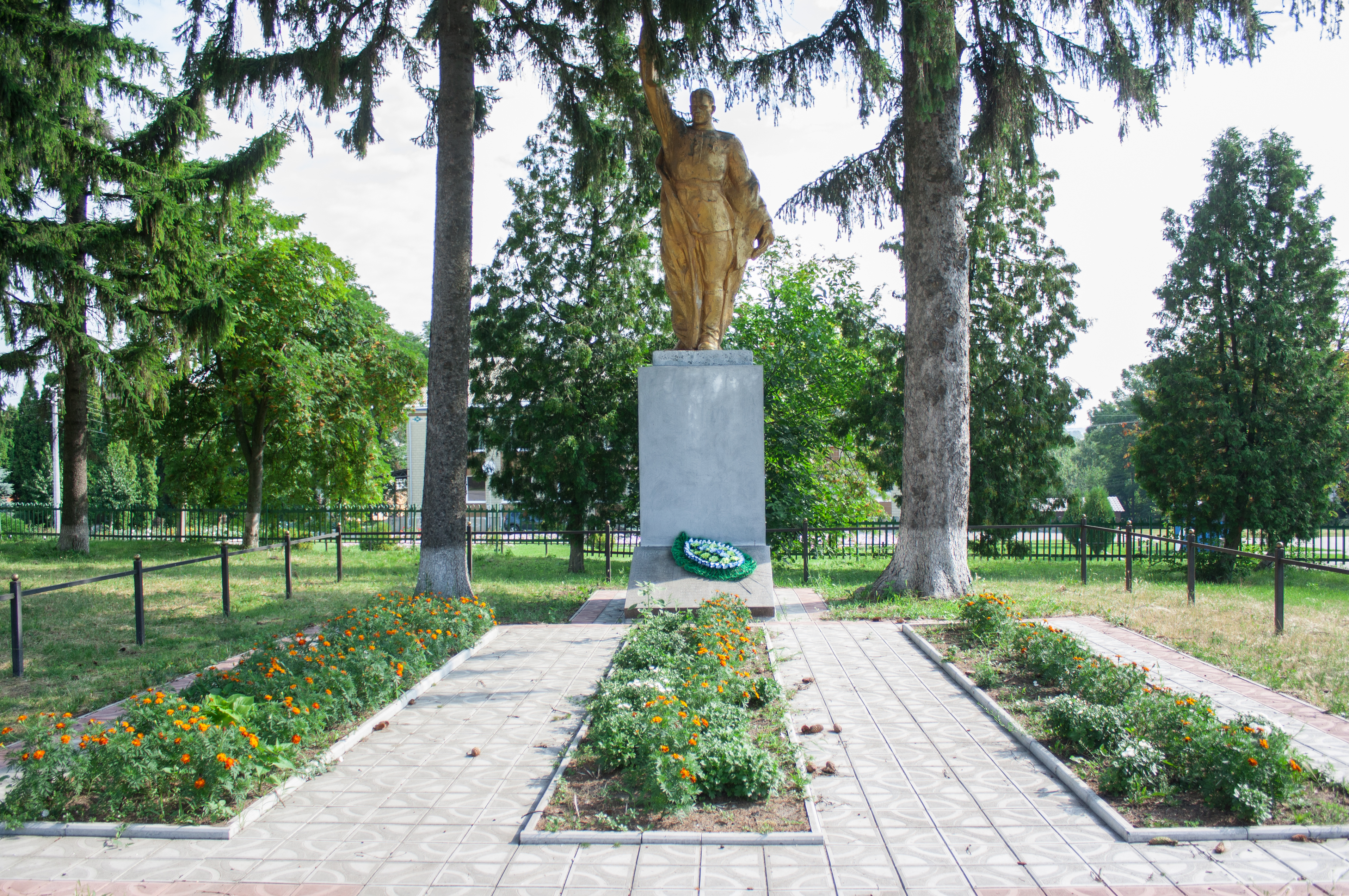
Братська могила радянських воїнів
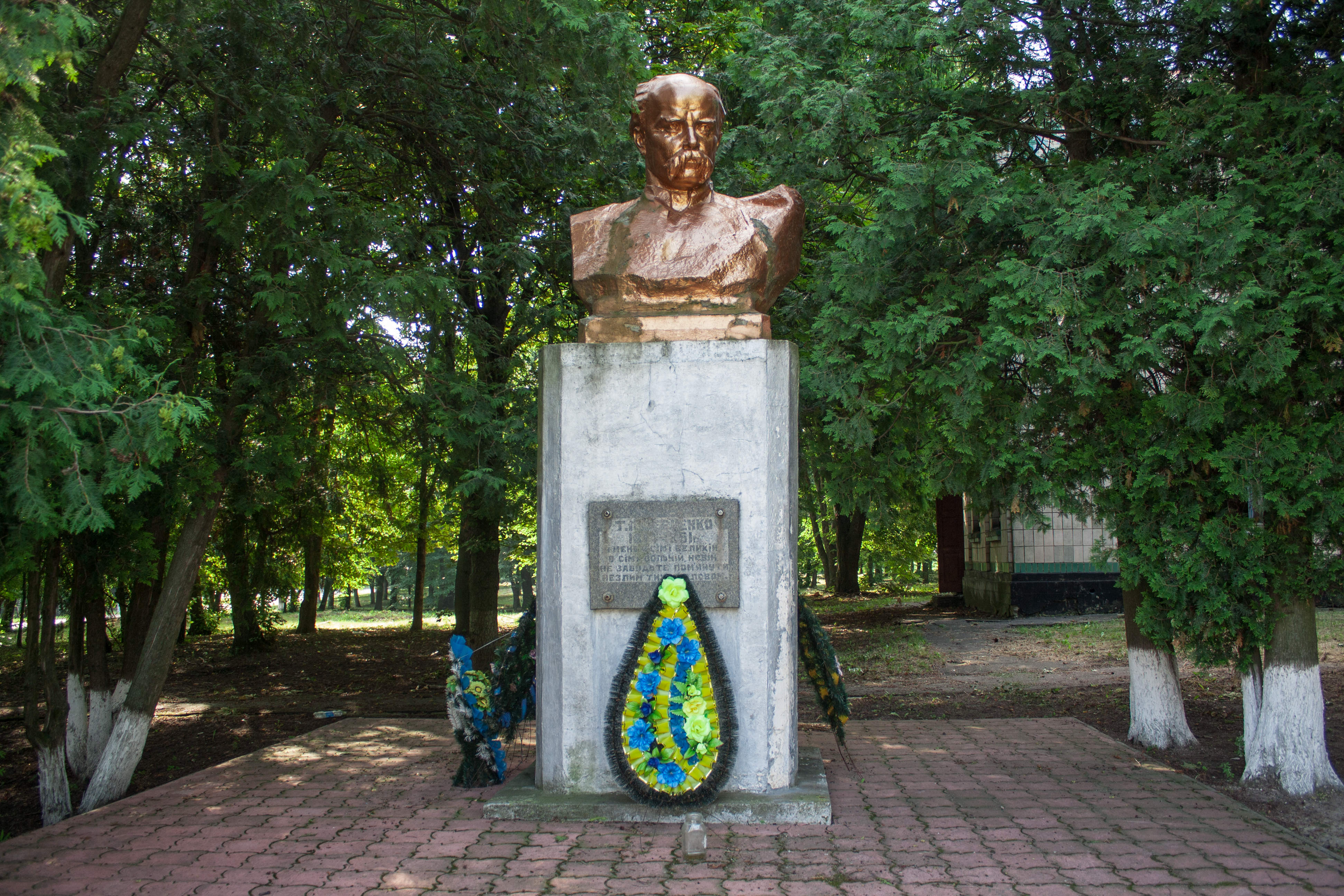
Пам'ятник Т.Г. Шевченку